# HD 45184
HD 45184 — одиночная звезда в созвездии Большого Пса на расстоянии приблизительно 72 световых лет (около 22 парсек) от Солнца. Видимая звёздная величина звезды — +6,37m. Возраст звезды оценивается как около 2,903 млрд лет.
Вокруг звезды обращается, как минимум, две планеты.

## Характеристики
HD 45184 — жёлтый карлик спектрального класса G0, или G1V, или G1, или G1,5V, или G2V. Масса — около 1,081 солнечной, радиус — около 1,072 солнечного, светимость — около 1,178 солнечной. Эффективная температура — около 5740 К.

## Планетная система
В 2011 году группой астрономов, работающих со спектрографом HARPS, было объявлено об открытии планеты HD 45184 b. Это горячий газовый гигант, имеющий массу, сравнимую с массой Нептуна. Он обращается на расстоянии 0,06 а.е. от родительской звезды, совершая полный оборот за 5,8 суток. Открытие планеты было совершено методом доплеровской спектроскопии. Общее время наблюдений составило 2738 суток.
В 2019 году группой астрономов была открыта планета HD 45184 c. Она представляет собой горячий газовый гигант, обращающийся близко (на расстоянии 0,11 а.е.) от звезды. Её масса равна 2% массы Юпитера.
В 2019 году учёными, анализирующими данные проектов HIPPARCOS и Gaia, у звезды обнаружена планета HIP 30503 d.